# Мадона дел Пантано (Потенца)
Мадона дел Пантано (итал. Madonna del Pantano) је насеље у Италији у округу Потенца, региону Базиликата.
Према процени из 2011. у насељу је живело 706 становника. Насеље се налази на надморској висини од 803 м.